# Poutylivka (oblast de Dnipropetrovsk)
 (avril 2016).
Poutylivka (en ukrainien : Путилівка) est un village de l'oblast de Dnipropetrovsk, en Ukraine. Sa population s'élèvait à 301 habitants en 2001.

## Géographie
Poutylivka est situé entre les villes de Kryvyï Rih et Dnipropetrovsk.

## Histoire
Le village est une ancienne colonie agricole juive, faisant partie d'un réseau d'une douzaine de colonies construites au début du XIXe siècle.
Au cours de la Seconde Guerre mondiale, le village est occupé par les Allemands de 1941 à 1943.
En octobre 1941, environ 100 juifs sont assassinés dans une exécution de masse par une unité des Einsatzgruppen. Une stèle a été érigée sur le lieu du massacre.